# Masalia rosacea
Masalia rosacea là một loài bướm đêm trong họ Noctuidae.